# Malý Polom
Malý Polom är ett berg i Tjeckien.   Det ligger i regionen Mähren-Schlesien, i den östra delen av landet, 300 km öster om huvudstaden Prag. Toppen på Malý Polom är 1 060 meter över havet, eller 237 meter över den omgivande terrängen. Bredden vid basen är 11,2 km.
Terrängen runt Malý Polom är huvudsakligen lite kuperad.Runt Malý Polom är det ganska tätbefolkat, med 124 invånare per kvadratkilometer. Närmaste större samhälle är Třinec, 19,3 km norr om Malý Polom. I omgivningarna runt Malý Polom växer i huvudsak blandskog.